# Salmoriglio
Il salmoriglio (in siciliano: sammurigghiu o salamarigghiu, dal tardo latino *salimorilium, salamoia) è una salsa tradizionale siciliana e calabrese, che viene utilizzata per condire carni o pesci alla griglia.
La ricetta tradizionale prevede di mescolare olio d'oliva unitamente a spicchi d'aglio spezzati grossolanamente, abbondante origano e succo di limone, e/o peperoncino piccante verde fresco che conferisce al salmoriglio un aroma particolare. Usato soprattutto sul pesce spada alla griglia.
Per le preparazioni di pesce si unisce altresì del prezzemolo. Per l'utilizzo con piatti di carne, ma anche per il pesce azzurro come lo sgombro, il succo di limone può essere sostituito con aceto.